# Dorymyrmex chilensis
Dorymyrmex chilensis é uma espécie de formiga do gênero Dorymyrmex.